# Campagna del Nordafrica (1915-1916)
La campagna del Nordafrica (1915-1916) fu un fronte di combattimento che vide contrapposte le forze coloniche anglo-italiane contro le offensive delle truppe tedesche e turche durante la prima guerra mondiale.

## Le premesse
L'Impero ottomano aveva per secoli conservato un governo politico sulla Libia. Le ambizioni coloniali italiane portarono alla guerra italo-turca ed all'annessione della zona.
L'entrata del paese nella prima guerra mondiale (del resto proprio contro i turchi e con i britannici, altri nemici dell'impero turco), portò all'insurrezione dei Senussi.

## I fatti
Il 14 novembre 1915 si aprì il fronte.
Nei deserti della Libia, italiana da 3 anni, la tribù dei Senussi insorse ed aprì il fuoco contro il posto di pattuglia italo-inglese di Sollum (sul confine libico-egiziano), provocando decine di morti e feriti ma subendo ingenti perdite. Due giorni dopo, fu attaccato da 300 Senussi il monastero di Zaura a Sidi Barrani. A contrastarli furono inviati soldati italiani, inglesi e anche àscari libici, che aprirono il fuoco, scacciando gli assalitori.
I Senussi si ritirarono verso il deserto, ma continuarono a compiere sabotaggi, impegnando italiani e inglesi in difficili atti di controllo e repressione. Nel maggio 1916 fu intavolata una pace che dava più autonomia ai Senussi, i quali interrompevano gli attachi alle città costiere italiane e all'Egitto e rinunciavano alla protezione ottomana (accordo di El-Acroma). Il fronte condizionò quello occidentale che era proprio il luogo in cui erano destinati tutti i soldati rimasti poi contro i Senussi, i quali tennero soprattutto grazie ai rifornimenti di armi turche.